# Laurin & Klement
Laurin & Klement (укр. Лаурін і Клемент) — чеська компанія з виробництва автомобілів, мотоциклів та велосипедів. Заснована в 1895 році в Млада-Болеславі (Богемське королівство) піонерами автомобільної промисловості Вацлавом Лауріном та Вацлавом Клементом. Виробництво автомобілів розпочалося в 1905 році, і незабаром компанія стала найбільшим виробником автомобілів в Австро-Угорщині.

## Історія
Компанія була заснована в 1895 році і займалася виробництвом нових велосипедів та ремонтом старих. Перші велосипеди випускалися під назвою Славія. Компанія тоді була названа на честь двох засновників: Вацлава Лауріна та Вацлава Клемента.
Виробництво автомобілів розпочалося в 1905 році, і незабаром компанія стала найбільшим виробником автомобілів в Австро-Угорщині. У 1925 році компанія була придбана холдингом Škoda і відтепер діяла під маркою Škoda Auto.
Нині Škoda Auto використовує назву Laurin & Klement, щоб виділити особливо розкішні видання деяких своїх моделей автомобілів (Yeti, Octavia, Superb та Kodiaq).

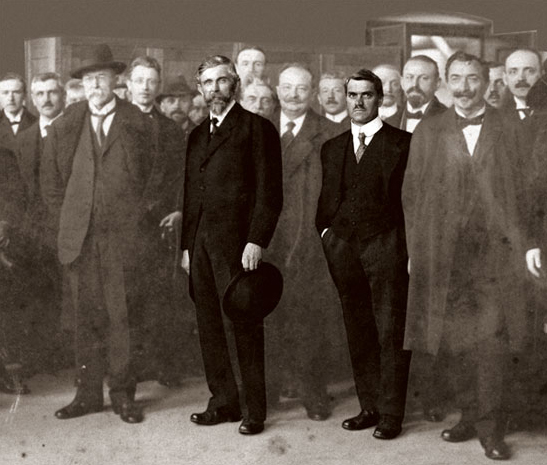
Засновники Вацлав Клемент (зліва) та Вацлав Лаурін
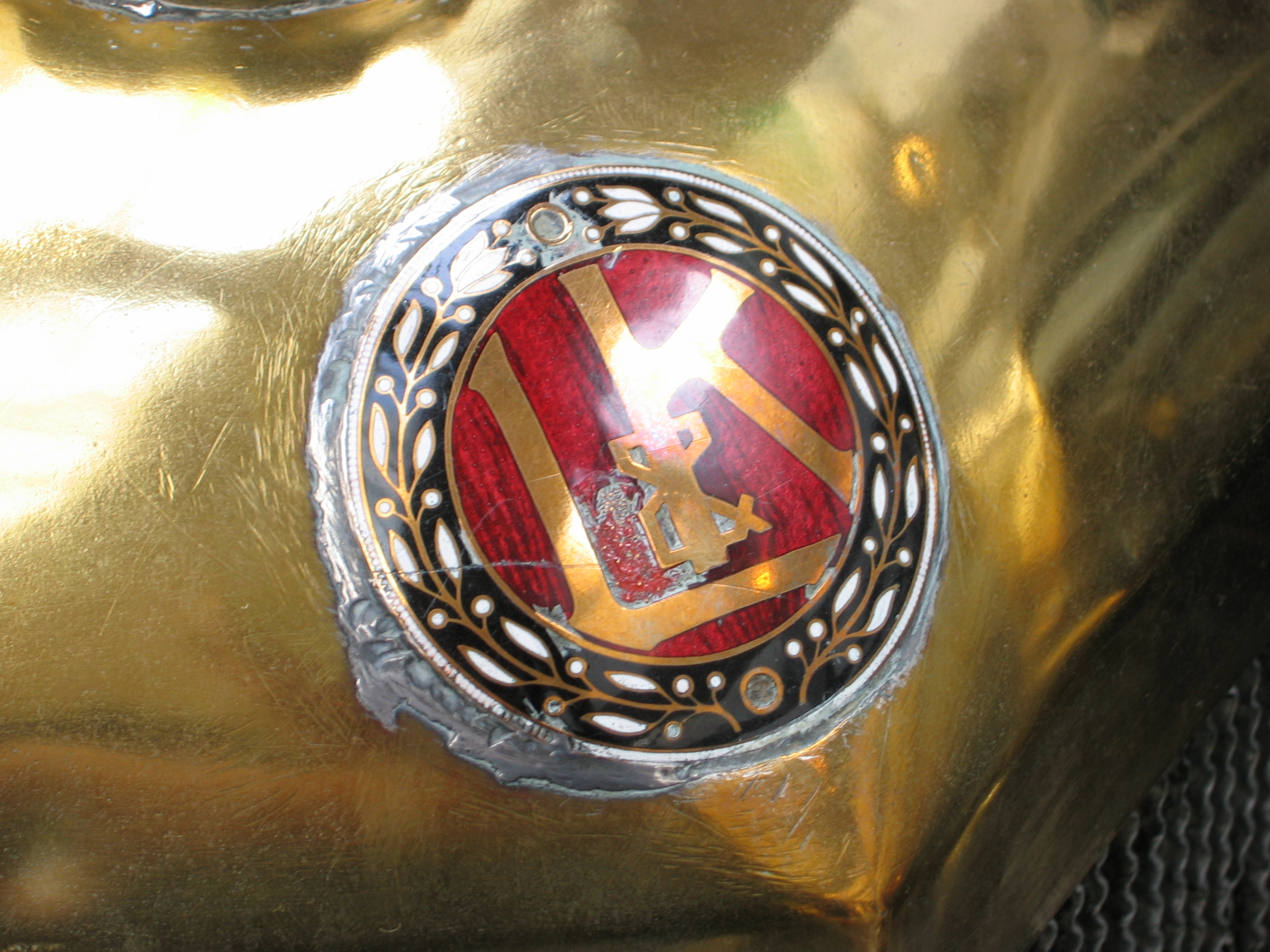
Логотип Laurin & Klement
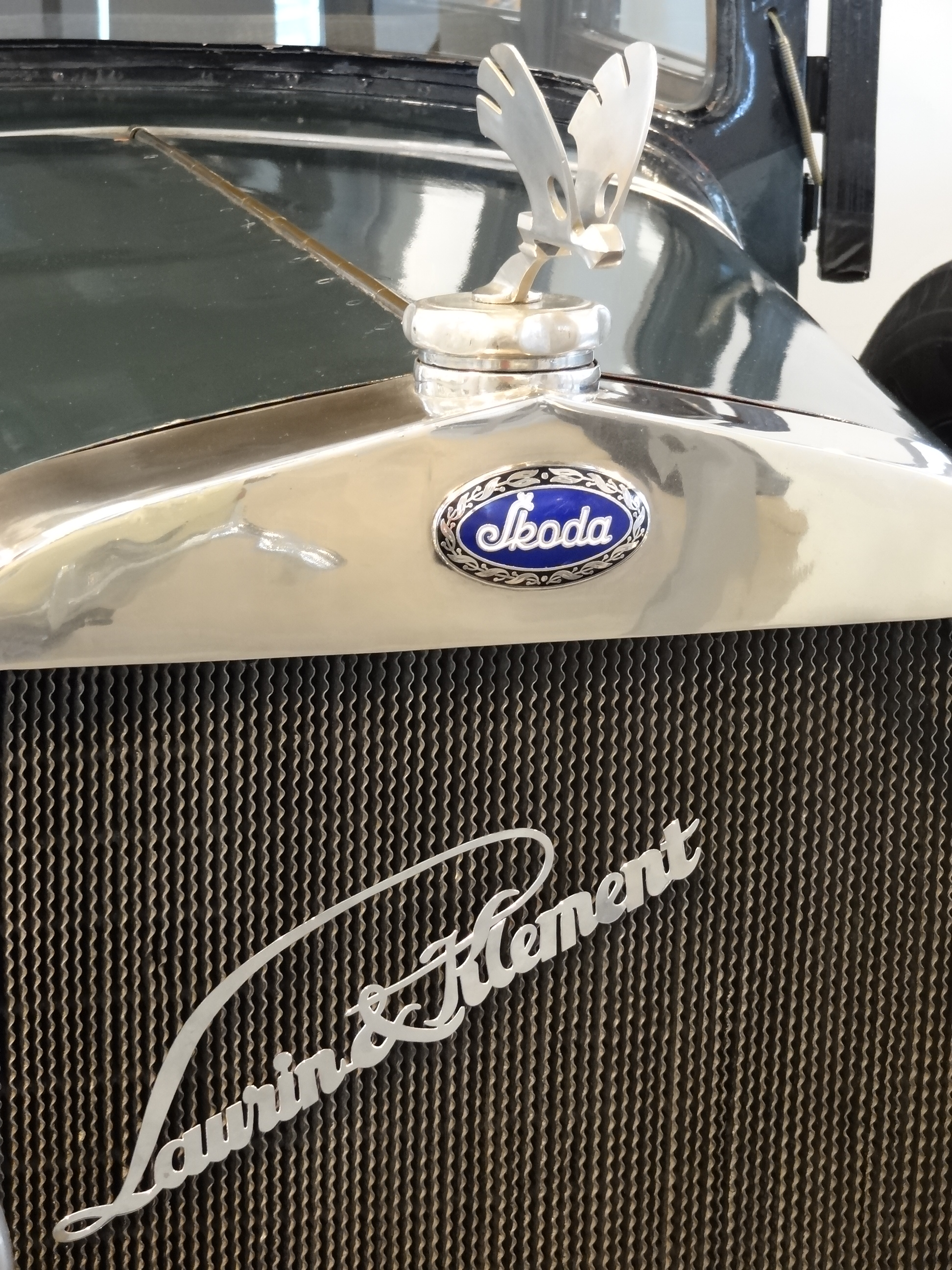
Таблички Škoda та Laurin & Klement

## Моделі
Мотоцикли
- Laurin & Klement Typ 1[en]

Автомобілі
- Laurin & Klement A (1905–07)
- Laurin & Klement B[cs] (1906–08)
- Laurin & Klement C[cs] (1906–07)
- Laurin & Klement E[de] (1906–09)
- Laurin & Klement B2[cs] (1907–08)
- Laurin & Klement C2[cs] (1907–08)
- Laurin & Klement F (1907–09)
- Laurin & Klement FF (1907)
- Laurin & Klement FC[cs] (1907–09)
- Laurin & Klement FCS[cs] (1908–09)
- Laurin & Klement BS (1908–15)
- Laurin & Klement G (1908–11)
- Laurin & Klement DO / DL (1909–12)
- Laurin & Klement FDO / FDL (1909–15)
- Laurin & Klement EN[cs] (1909–10)
- Laurin & Klement FCR[cs] (1909)
- Laurin & Klement ENS[cs] (1910–11)
- Laurin & Klement K / Kb / LOKb[cs] (1911–15)
- Laurin & Klement LK (1911–12)
- Laurin & Klement S / Sa (1911–16)
- Laurin & Klement RK[cs] (1912–16)
- Laurin & Klement M[cs] (1913–15)
- Laurin & Klement O[cs] (1913–15)
- Laurin & Klement OK[cs] (1914–16)
- Laurin & Klement T / Ta[cs] (1914–19)
- Laurin & Klement 300[de] (1917–23)
- Laurin & Klement MK6 / 445 / 450[cs] (1920–25)
- Laurin & Klement A / 100[cs] (1922–24)
- Laurin & Klement 105[cs] (1923–25)
- Laurin & Klement 150[cs] (1923–26)
- Laurin & Klement — Škoda 350[pl] (1925–27)
- Laurin & Klement — Škoda 110[cs] (1925–29)
- Laurin & Klement — Škoda 115[cs] (1925–27)
- Laurin & Klement — Škoda 120[cs] (1925–28)
- Laurin & Klement — Škoda 360[cs] (1926–27)
- Laurin & Klement — Škoda 125[cs] (1927–29)

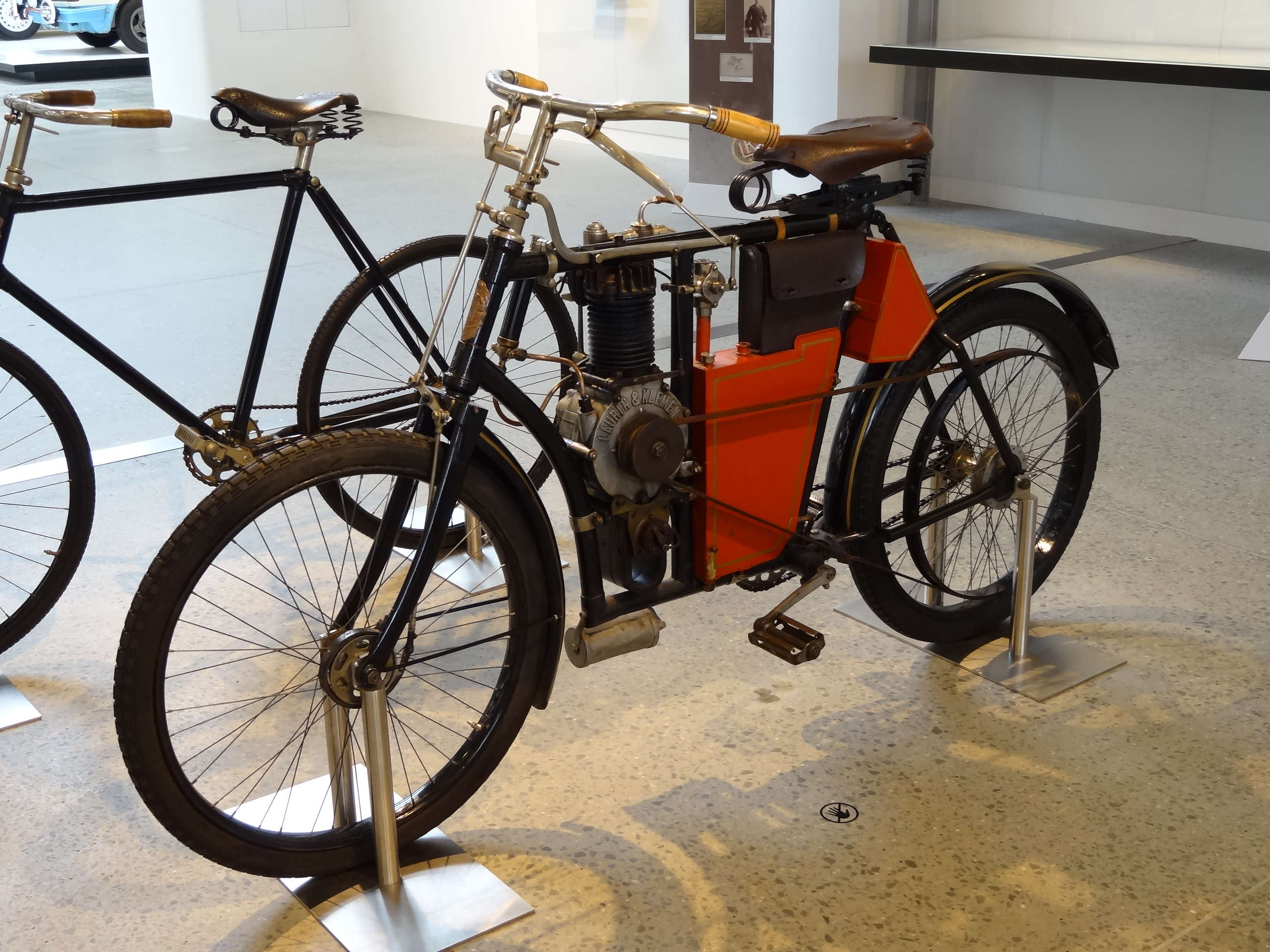
Мотоцикл Laurin & Klement Тип 1 (1903)
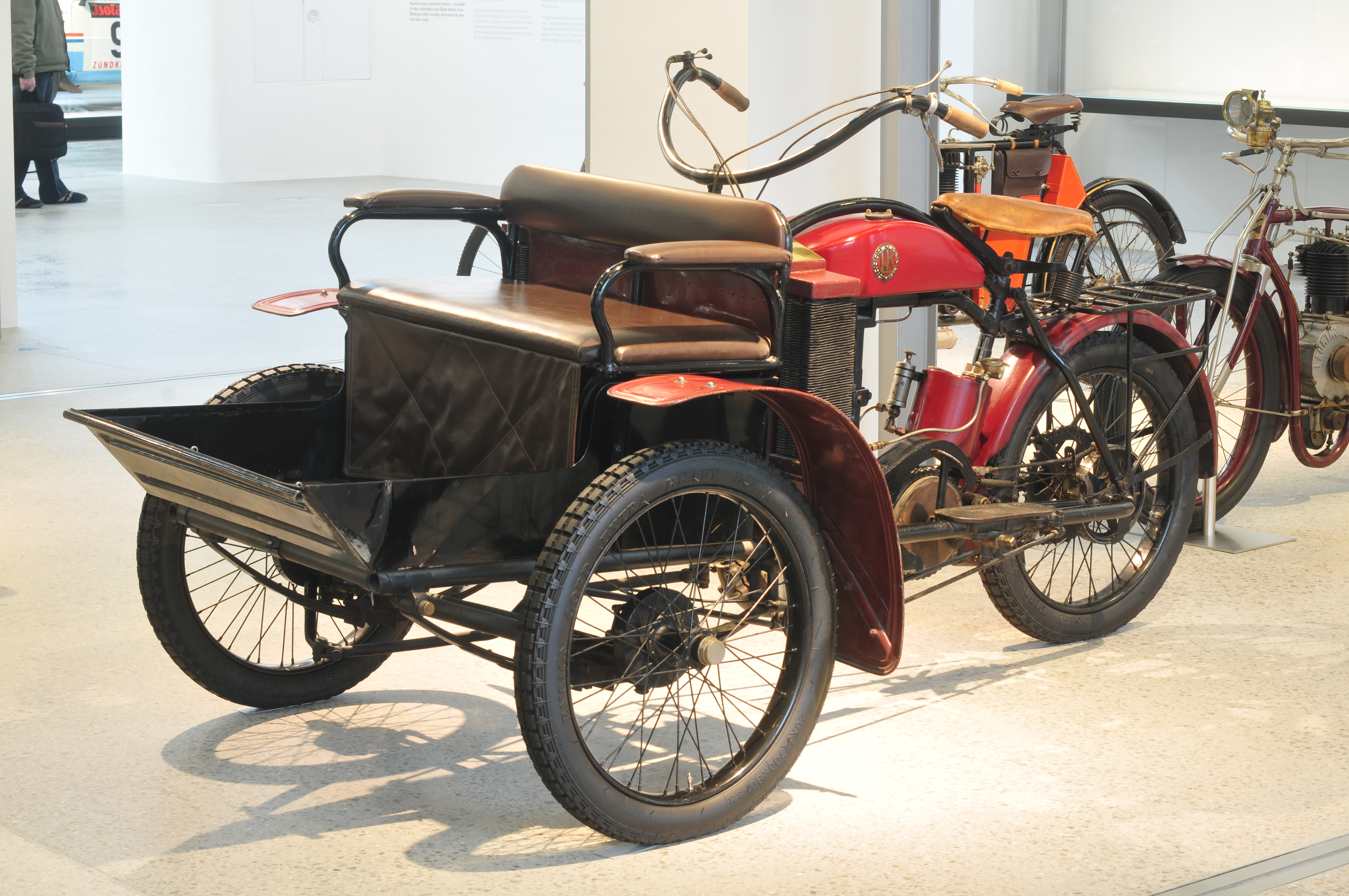
Триколісний мотовелосипед Laurin & Klement
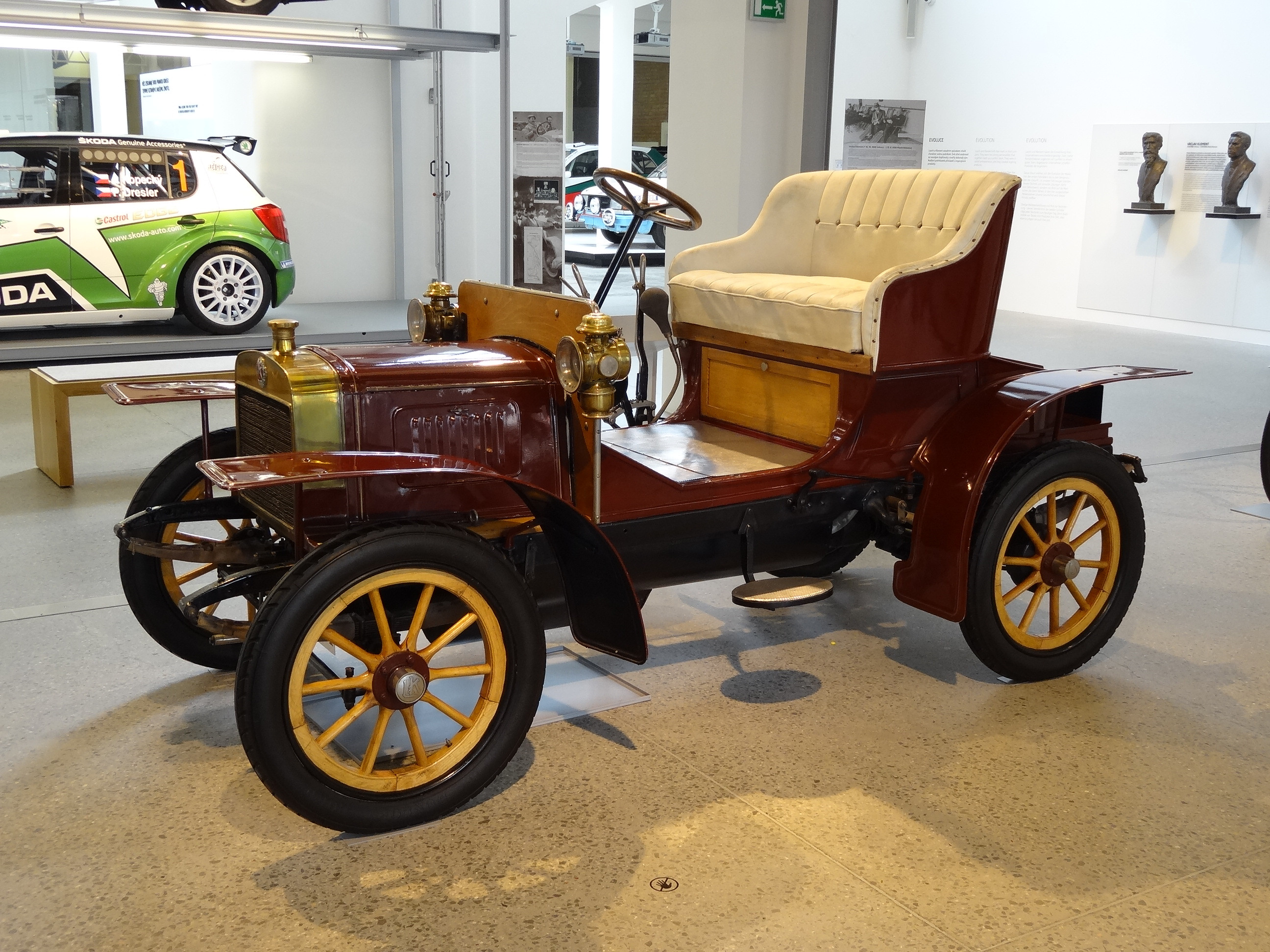
Laurint & Klement Тип A (1906)
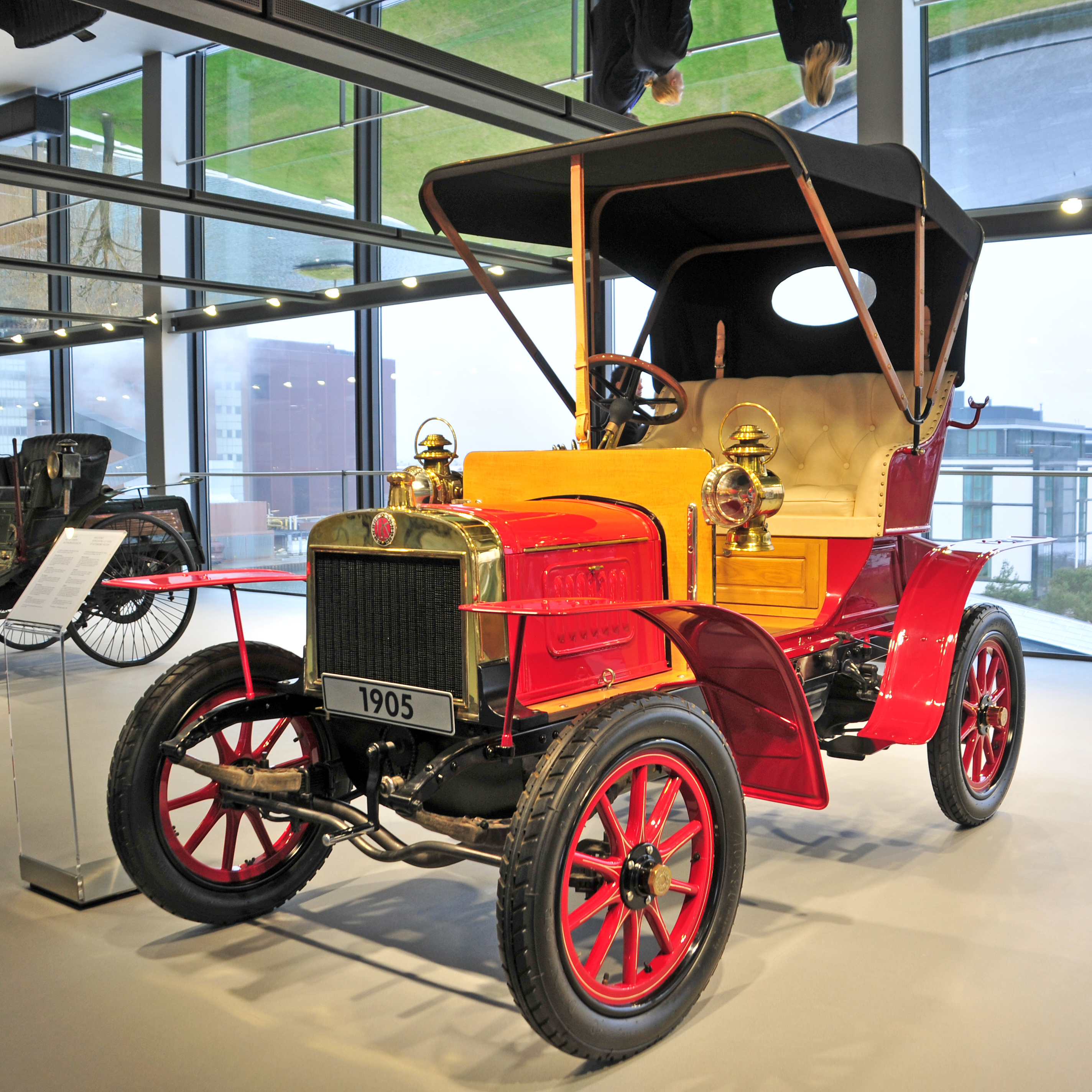
Laurint & Klement Тип А
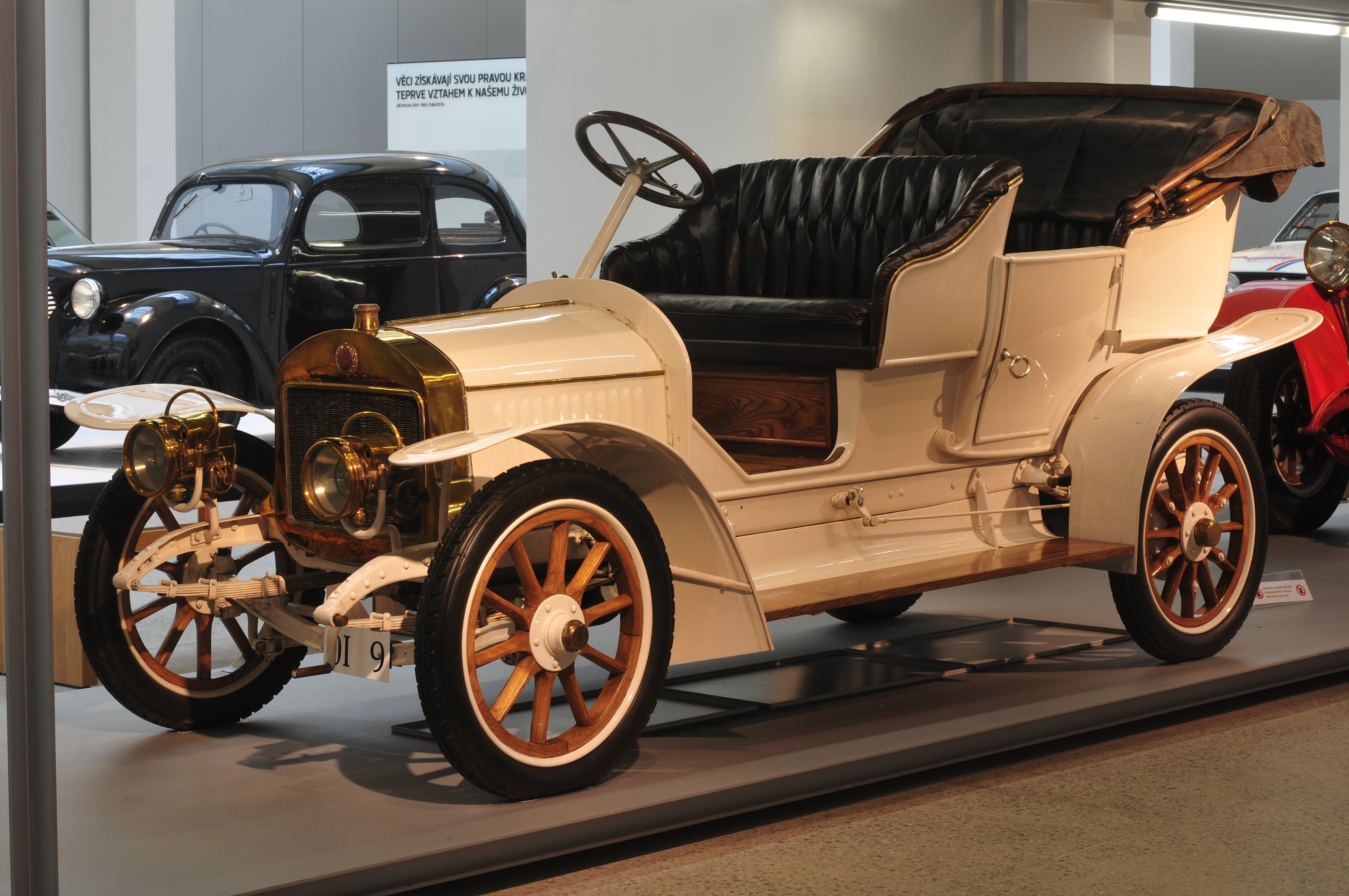
Laurint & Klement С.
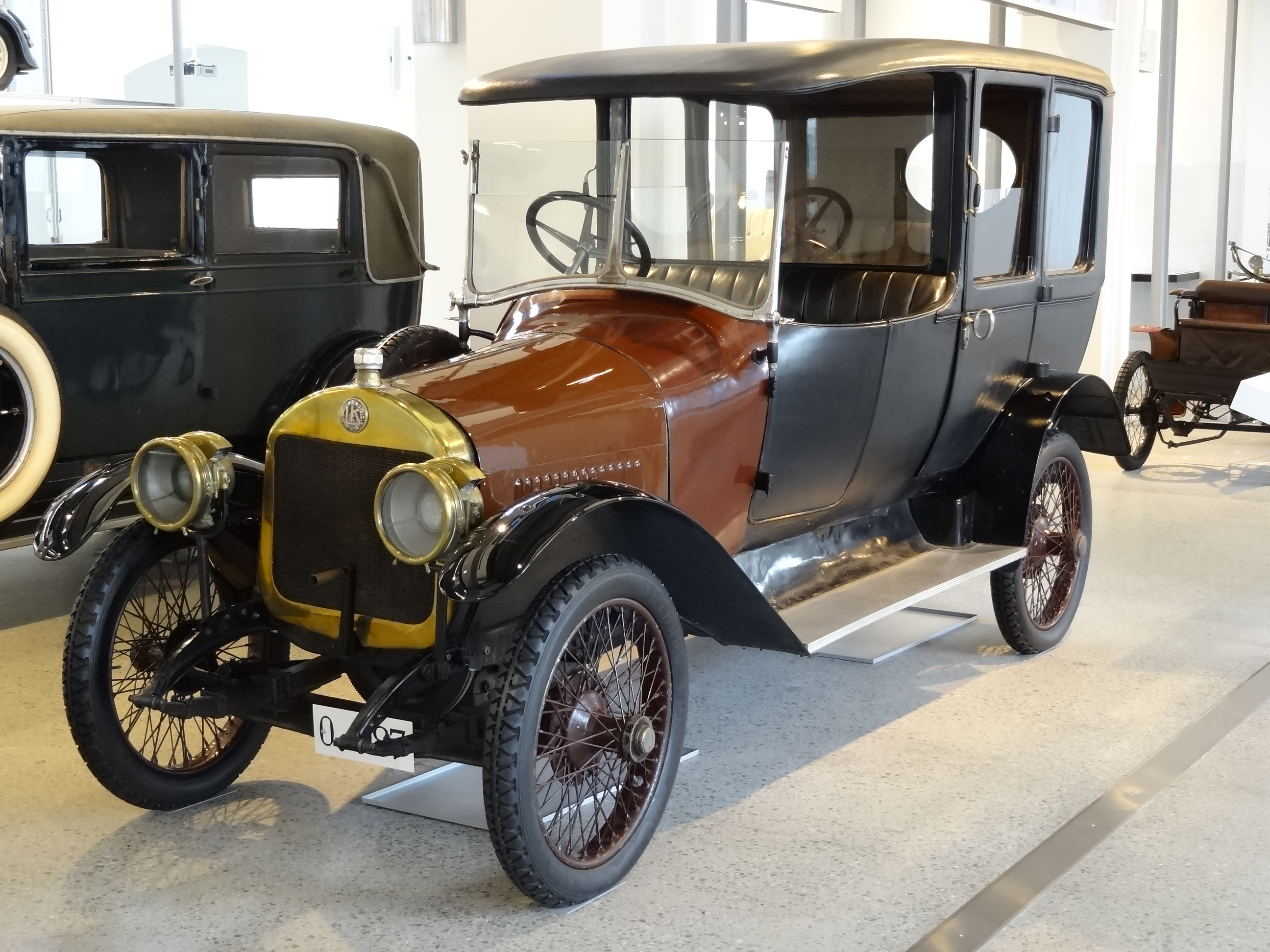
Laurint & Klement С.
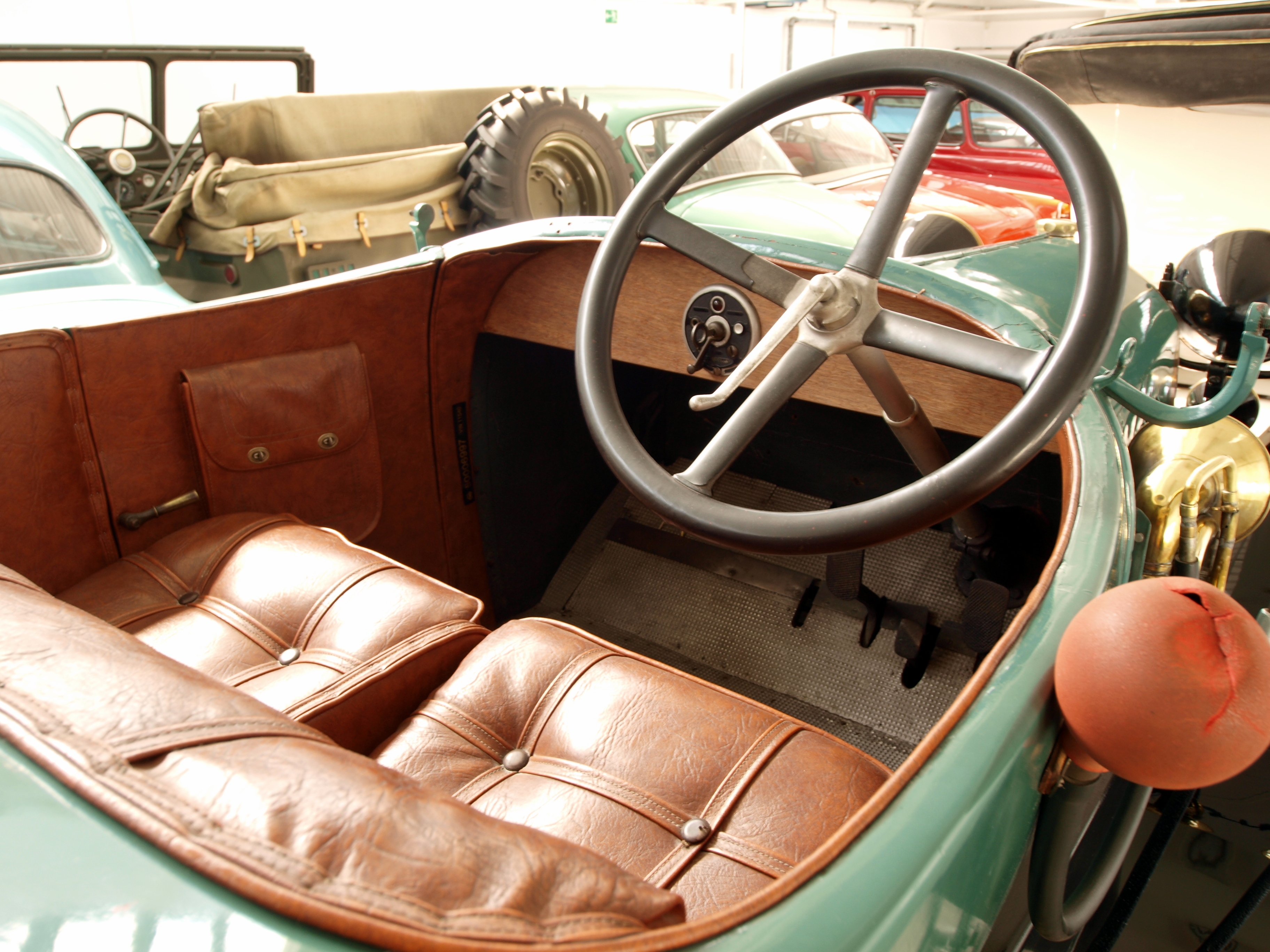
Laurint & Klement С.
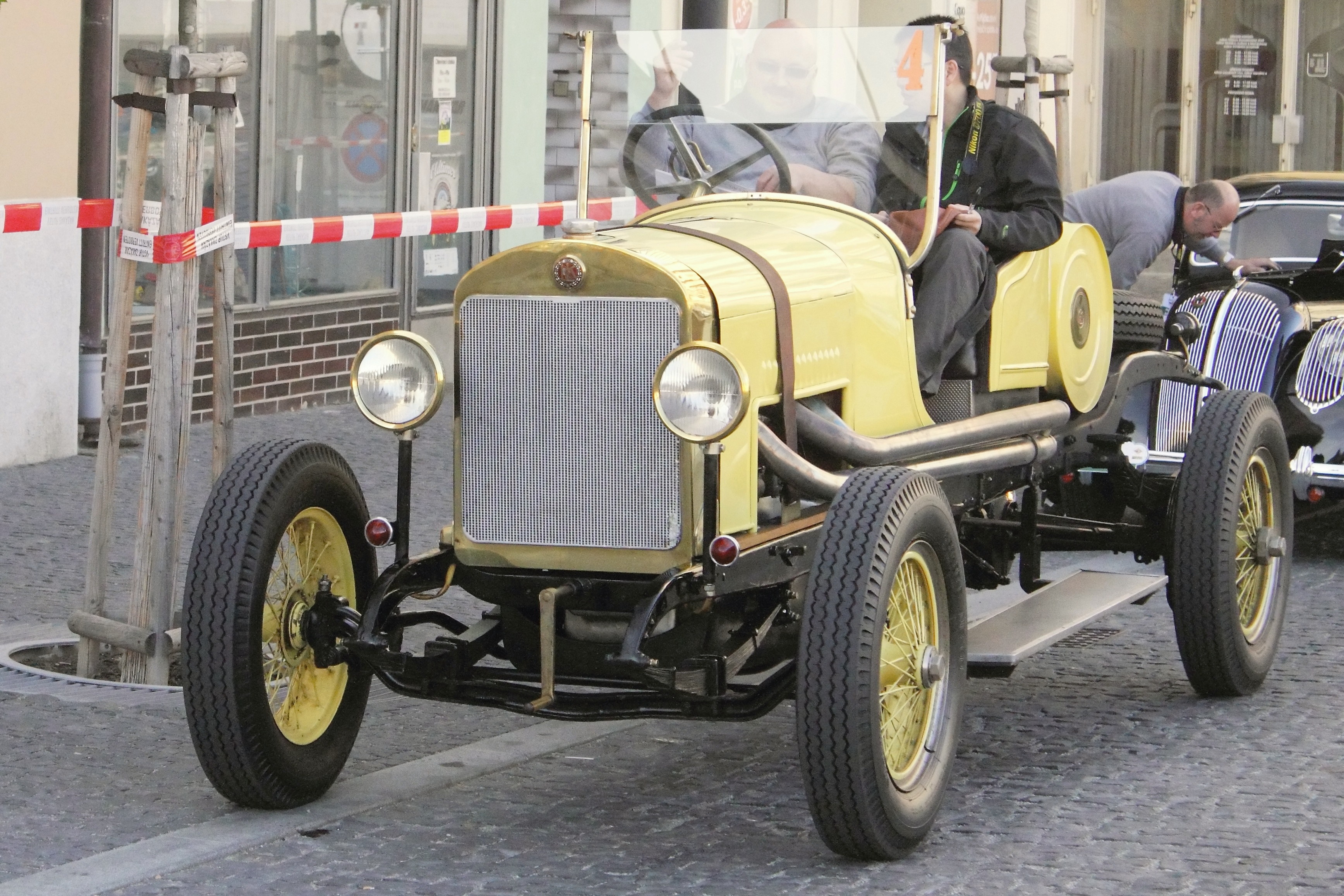
Laurin & Klement 300
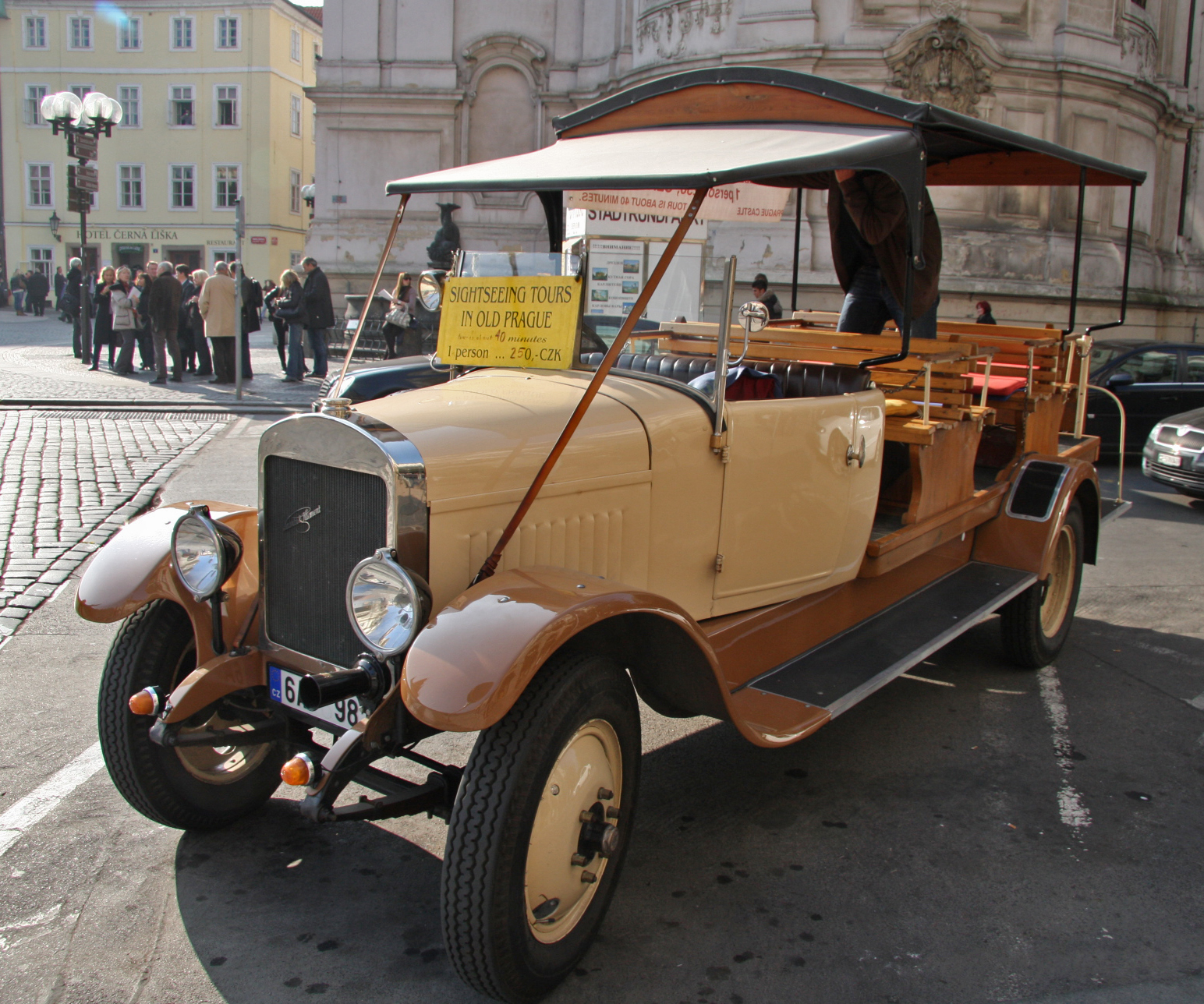
Омнібус Laurin & Klement
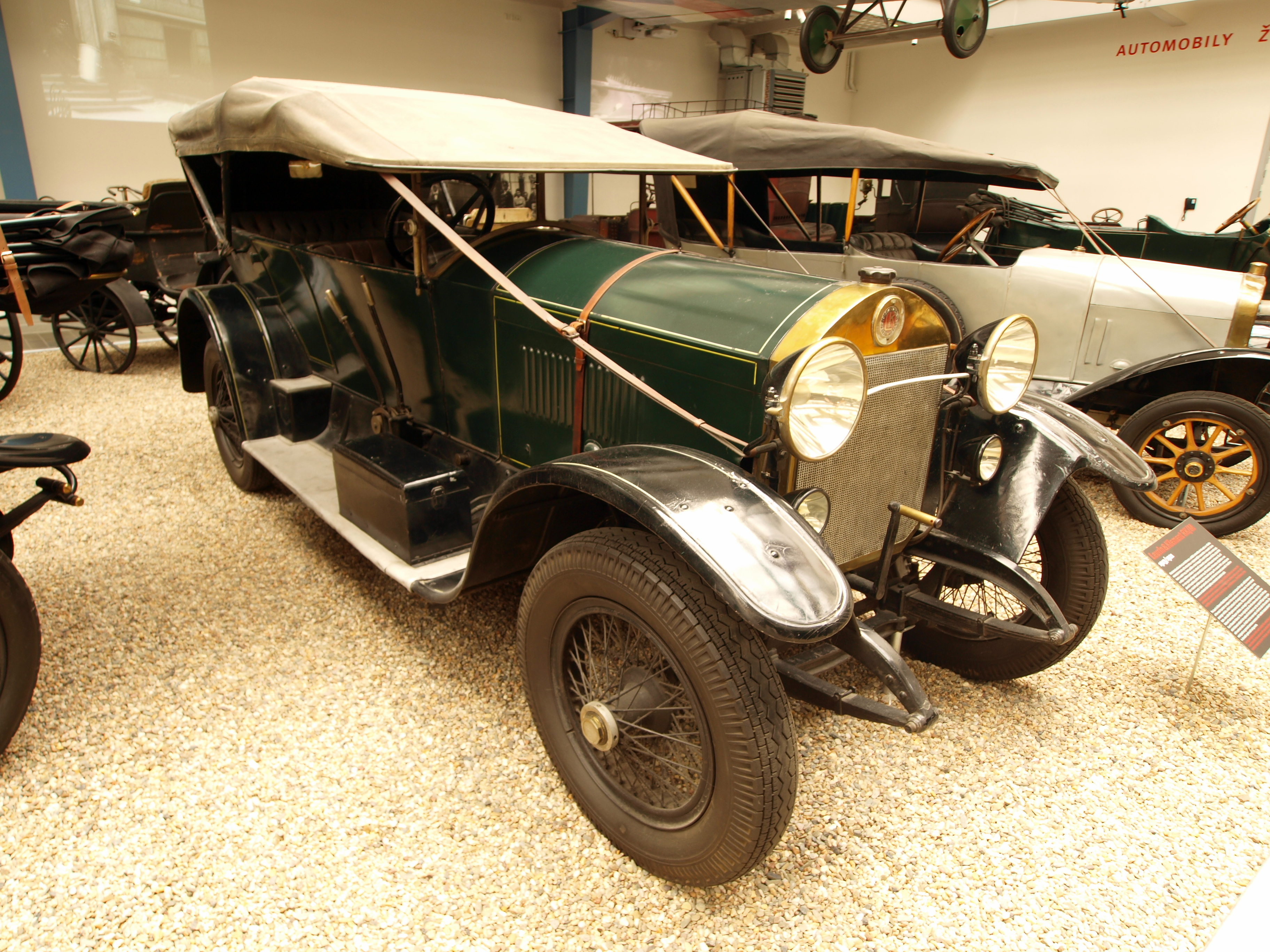
Laurin & Klement RK-M
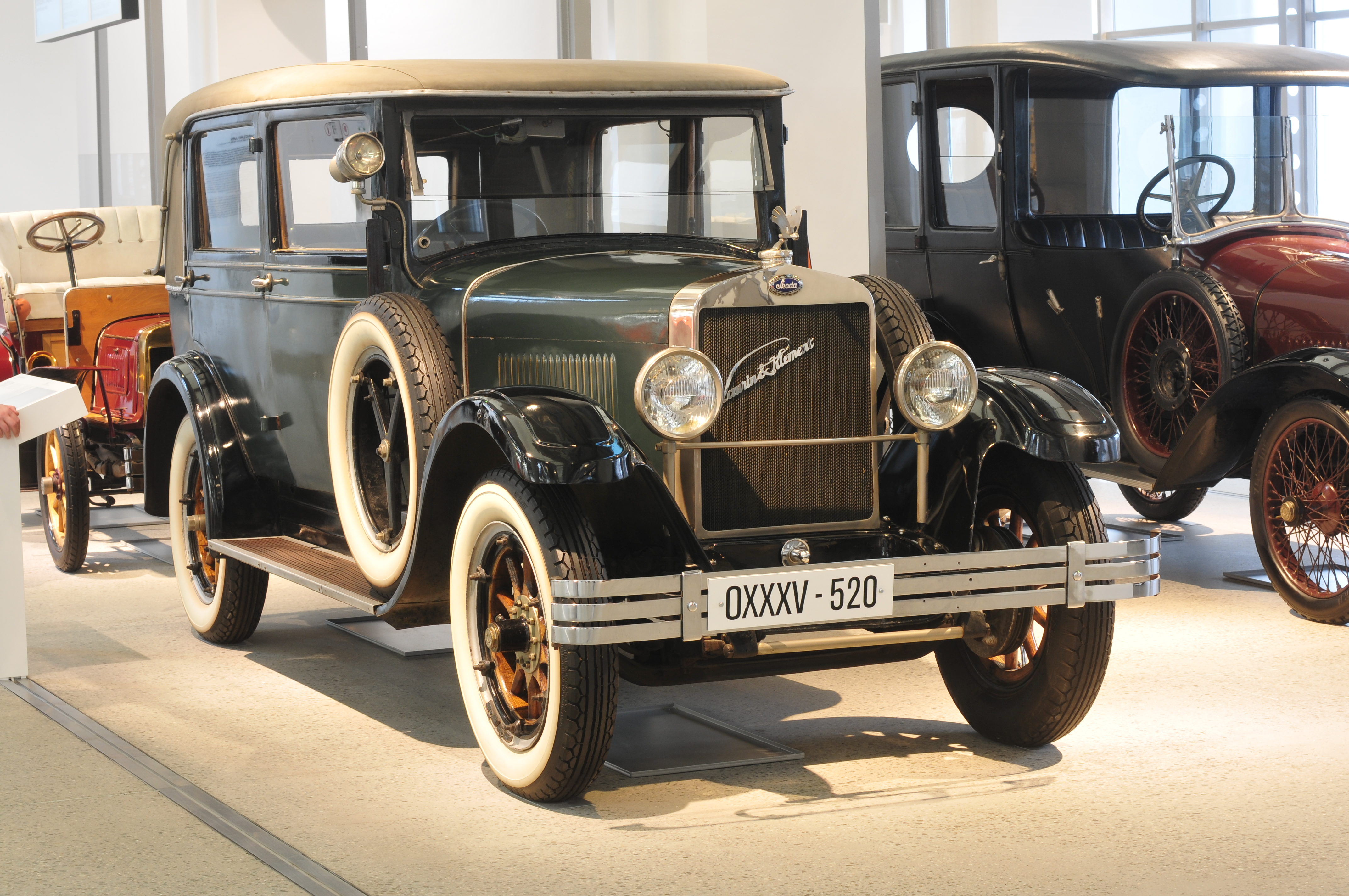
Laurin & Klement Škoda 110

## Škoda Auto — L&K

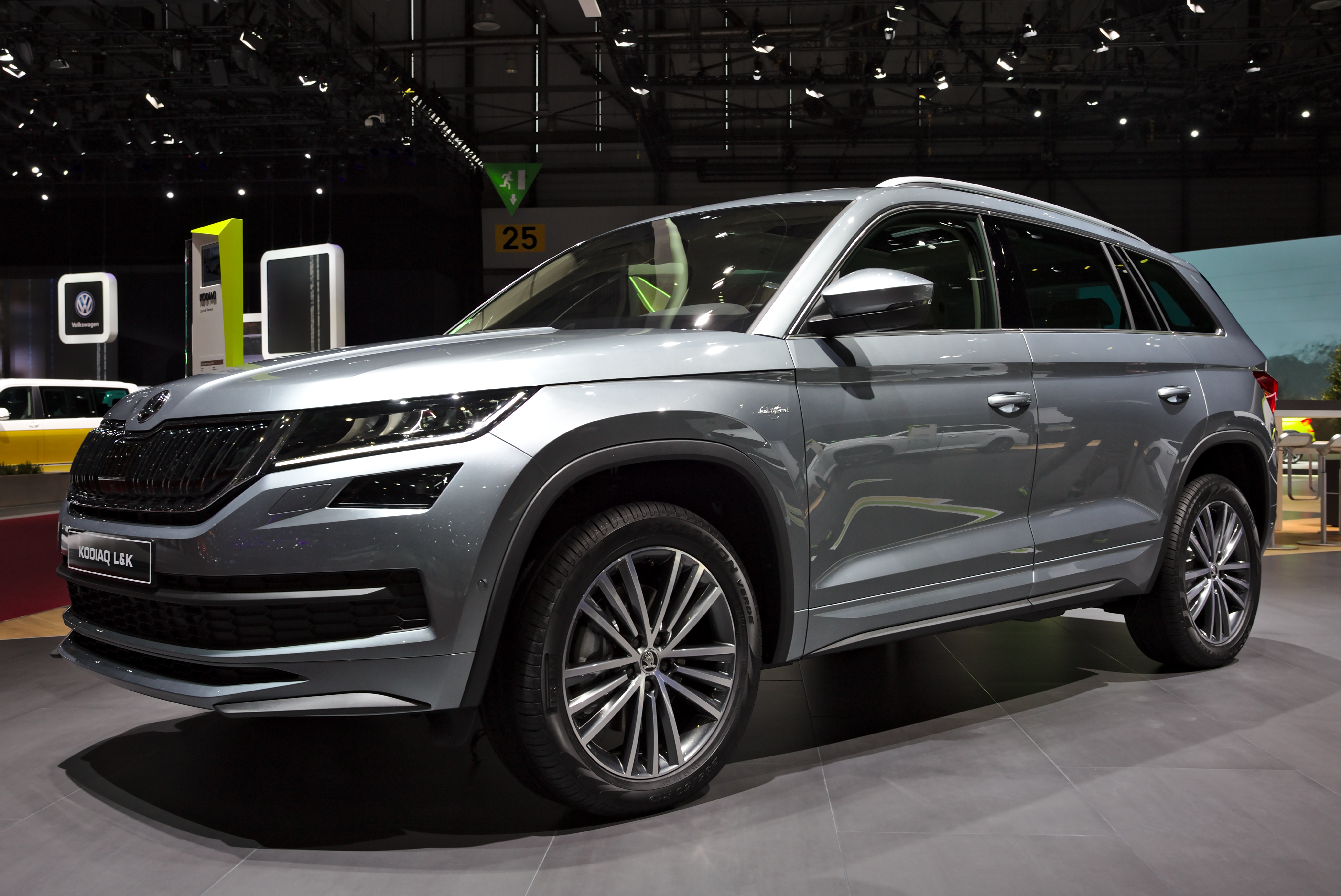
Škoda Kodiaq Laurin & Klement

Назва і шильдик Laurin & Klement використовується нинішнім виробником Škoda Auto для назви найрозкішнішої комплектації деяких моделей автомобілів — Škoda Enyaq, Škoda Kodiaq, Škoda Felicia, Škoda Octavia a Škoda Superb.